# La Futura
La Futura é o décimo quinto álbum de estúdio da banda de blues-rock estadunidense ZZ Top, lançado em 11 de Setembro de 2012 e produzido por Rick Rubin.

## Faixas
| N.º            | Título                          | Duração |  |
| 1.             | "I Gotsta Get Paid"             | 4:03    |  |
| 2.             | "Chartreuse"                    | 2:57    |  |
| 3.             | "Consumption"                   | 3:47    |  |
| 4.             | "Over You"                      | 4:29    |  |
| 5.             | "Heartache in Blue"             | 4:09    |  |
| 6.             | "I Don't Wanna Lose, Lose, You" | 4:20    |  |
| 7.             | "Flyin' High"                   | 4:17    |  |
| 8.             | "It's Too Easy Mañana"          | 4:47    |  |
| 9.             | "Big Shiny Nine"                | 3:11    |  |
| 10.            | "Have a Little Mercy"           | 3:18    |  |
| Duração total: | Duração total:                  | 39:28   |  |

## Créditos

### Banda
- Billy Gibbons: guitarra e vocal
- Dusty Hill: baixo e vocal
- Frank Beard: bateria